# Mannen leggen me altijd alles uit
Mannen leggen me altijd alles uit is de vertaling van de essaybundel Men Explain Things to Me uit 2014 van Rebecca Solnit. Het boek verscheen in het Nederlands in 2017 met een voorwoord van Marja Pruis. De vertaler was Hester Tollenaar, het boek is uitgebracht door uitgeverij Podium (ISBN 9789057598395).

## Verschillen tussen de Nederlandse en Engelse edities
In het Nederlandse boek zijn Het Cassandrasyndroom en #YesAllWomen opgenomen, twee essays die in het Engels pas bij een latere editie in 2015 werden toegevoegd. In het Nederlands ontbreekt het essay Worlds Collide in a Luxury Suite: Some Thoughts on the IMF, Global Injustice, and a Stranger on a Train (2011). Dit essay gaat over Dominique Strauss-Kahn (DSK) en de 'affaire DSK'.

## Titel
De bundel is genoemd naar één van de essays; het in 2008 op de website TomsDispatch gepubliceerde essay Men Explain Things to Me - Facts Didn't Get in Their Way (Nederlands: Mannen leggen me dingen uit - feiten zaten ze niet in de weg; in de vertaalde bundel: Mannen leggen me altijd alles uit). Dat essay, en daarmee deze hele bundel, wordt sterk geassocieerd met de term mansplaining, hoewel Solnit dit woord niet zelf gebruikte in het essay. In het postscriptum dat in dit boek is toegevoegd wijst Solnit het gebruik van de term zelfs af; ze vindt dat deze term te breed is en te veel mannen iets in de schoenen schuift dat zij zelf niet doen. Toch gebruikt ze de term wel in #YesAllWomen.

## Inhoud
Mannen leggen me altijd alles uit begint met een voorwoord van Pruis waarin zij uitlegt dat de renaissancevrouw Solnit in haar ogen haar weerga in het Nederlandse taalgebied niet kent. Daarna focust Pruis op het bekendste essay uit de bundel, dat in 2008 voor het eerst verscheen en waaraan het boek zijn titel dankt.
Solnit start het essay met een anekdote over een man die haar haar eigen boek uitlegt op zodanig hoogdravende en zelfverzekerde wijze dat zij hier geen woord tussen krijgt. Haar vriendin, die ook aanwezig is, moet uiteindelijk verscheidene keren op hoge toon de man verzekeren dat hij met de schrijfster van het boek staat te praten, voor hij eindelijk zijn mond dicht houdt. Solnit legt uit dat dergelijke gebeurtenissen haar vaker overkomen zijn. Ze komt vervolgens tot het punt van haar essay; vrouwen worden op deze manier monddood gemaakt en ontmenselijkt. In extreme gevallen leidt dit uiteindelijk tot geweld en soms zelfs tot moord op vrouwen, omdat mensen mannen eerder geloven dan vrouwen.
Het volgende essay, De langste strijd, werd eerder gepubliceerd in 2013. Het gaat over de verschillende gevaren die vrouwen in de wereld ervaren, grotendeels veroorzaakt door de gewelddadigheid en hang naar macht van mannen. Solnit noemt een grote reeks verkrachtingen, maar ook vrouwen die vermoord of mishandeld werden door hun (ex)partner. Ze eindigt het essay met de mededeling dat deze gebeurtenissen geen losse incidenten zijn, zoals ze nu vaak wel behandeld worden. Ze typeert het probleem als een mensenrechtenkwestie en roept op tot actie.
Ode aan de bedreiging; de ware betekenis van huwelijksgelijkheid verscheen ook in 2013 en handelt over gelijkheid binnen het huwelijk. Solnit gebruikt hierbij de casus van het homohuwelijk, dat door Amerikaanse conservatieven sterk bestreden wordt, die het huwelijk tussen man en vrouw willen houden. Volgens Solnit is dit te verklaren vanuit de traditionele onderdanige positie van de vrouw die zij willen behouden binnen het huwelijk. In een homohuwelijk is een dergelijke verdeling tussen dienstig en overheersend niet langs lijnen van man/vrouw mogelijk. Solnit ziet hierin dan ook de bedreiging; homehuwelijk dwingt heteroseksuelen hun huwelijk kritisch onder de loep te nemen.
Grootmoeder Spin uit 2014 gaat over verdwenen vrouwen. Solnit vertelt over stambomen met patrilineaire afstamming waar geen vrouw in genoemd wordt. Datzelfde herkent ze bij kunstenaars, aan wie vaak enkel mannelijke inspiratiebronnen worden gekoppeld. Ook het opgeven van de eigen achternaam en dragen van sluiers en boerka's ziet zij als onderdeel van het afschermen van vrouwen. Haar essay eindigt in een oproep aan vrouwen om zichzelf niet te laten verdwijnen en ruimte in te nemen.
Solnit vertelt in Woolfs Duisternis; het onverklaarbare omarmen uit 2009 over Virginia Woolf en haar fascinatie met haar. Woolf inspireert om de duisternis in te duiken, naar het onzekere toe te gaan en dit te omarmen en jezelf helemaal vrij te maken van je verplichtingen in het hier en nu.
Het Cassandrasyndroom uit 2014 gaat over het verhaal van Cassandra die vervloekt was door de god Apollo en nooit geloofd werd. Solnit trekt dit door naar vrouwen die seksueel misbruik hebben meegemaakt; velen van hen worden niet geloofd. Ook worden vrouwen die zich over dergelijke gebeurtenissen uitspreken vaak zwart gemaakt.
In 2014 verscheen ook #YesAllWomen; Feministen herschrijven het verhaal. Dit artikel gaat over de macht van taal en hoe belangrijk het is voor begrip van een situatie om woorden voor die situatie te hebben. Ook gaat ze in op de YesAllWomen-beweging, die vergelijkbaar is met de MeToo-beweging maar de hashtag #YesAllWomen gebruikte om te reageren op de meest voorkomende tegenwerping - niet alle mannen doen zulke dingen - van MeToo en van vrouwen die hun ervaringen met ongewenste intimiteiten deelden.
Het boek sluit af met het eveneens in 2014 gepubliceerde De doos van Pandora en de vrijwillige politie. Dit essay legt uit dat hoewel de geest van het feminisme niet terug in de fles kan en ideeën belangrijk zijn voor revoluties, de strijd nog niet gestreden is. Toch helpen de termen die ontstaan zijn in onder meer MeToo wel. Solnit sluit positief af: feministen hebben een lange weg te gaan, maar zijn aan de winnende hand.

## Ontvangst
In het Nederlands taalgebied werd Solnits boek niet onverdeeld positief ontvangen. Marcia van der Zwan schreef bijvoorbeeld dat ze het boek veel te zwart-wit ervoer en dat Solnit de man in Mannen leggen me altijd alles uit veel te veel zwart gemaakt had. Christine Bonheure schreef daarentegen positief over het boek en zei zelfs: "Ik doe deze oproep [om het boek te lezen] in de eerste plaats naar de mannen. Want de essays openen of verruimen je blik op de wereld." Een recensent van de Vrouwenbibliotheek Utrecht noemde de onderwerpen 'zwaar' en vond dat Solnit goed woorden geeft aan iets dat soms moeilijk te verwoorden is.